# Dipartimento di Tapenagá
Tapenagá è un dipartimento argentino, situato nella parte meridionale della provincia del Chaco, con capoluogo Charadai.

## Geografia fisica
Esso confina con i dipartimenti di Mayor Luis Jorge Fontana, San Lorenzo, Veinticinco de Mayo, Presidencia de la Plaza, General Donovan, Libertad e San Fernando, e con la provincia di Santa Fe.

## Società

### Evoluzione demografica
Secondo il censimento del 2001, su un territorio di 6.025 km², la popolazione ammontava a 4.188 abitanti, con un aumento demografico del 16,17% rispetto al censimento del 1991.

## Amministrazione
Nel 2001 il dipartimento comprendeva i seguenti comuni (municipios in spagnolo):
- Charadai
- Cote-Lai

Fa parte del dipartimento anche la delegazione municipale di La Sabana.